# Kleinenmarpe
Kleinenmarpe (plattdeutsch: Lüttkenmarpe) ist ein landwirtschaftlich geprägtes Dorf im Lipper Bergland und seit 1970 eine von 19 Ortschaften der Stadt Blomberg im Kreis Lippe in Nordrhein-Westfalen. Kleinenmarpe liegt etwa acht Kilometer westlich des Blomberger Stadtzentrums. In Kleinenmarpe leben auf 3,44 km² Fläche rund 134 Einwohner, das entspricht einer Bevölkerungsdichte von 39 Einwohnern/km². Ortsvorsteher ist seit 2011 Gustav Nullmeier (Stand: September 2018), ein Neffe des langjährigen Amtsinhabers Günter Nullmeier.
In Kleinenmarpe gibt es noch einen landwirtschaftlicher Vollerwerbsbetrieb sowie mehrere Nebenerwerbsbetriebe. Zur Infrastruktur gehören u. a. ein Viehhandel, ein Maschinenbaubetrieb, ein Dorfgemeinschaftsraum in der Alten Schule und ein Altersheim. An Vereinen und Gruppen gibt es den Heimatverein, eine Volkstanzgruppe, eine Jagdgenossenschaft und gemeinsam mit dem benachbarten Dalborn einen Seniorenclub.

## Geschichte
Kleinenmarpe wurde erstmals im Jahr 1108 urkundlich erwähnt und feierte aufgrund dessen 1996 sein 888-jährige Bestehen. Der ehemalige Ortsvorsteher Willi Lesemann erstellte aus alten Aufzeichnungen und eigenen Nachforschungen eine Dorfchronik; Dieser ist zu entnehmen, dass das älteste heute bestehende Gebäude der 1518 errichtete Schreihof ist. Noch älter ist die Glocke aus der ehemaligen Kapelle, die heute im Turm der Alten Schule hängt und aus dem Jahr 1393 stammt. 
Im April 1589 wurden die Kleinenmärperin Catharina Hilker und zwei Frauen aus Donop Opfer der Hexenverfolgung. Sie wurden in Blomberg angeklagt, zum Tode verurteilt und auf dem Scheiterhaufen hingerichtet.
1968 wurde die Schule geschlossen, die Grundschüler werden heute im benachbarten Großenmarpe unterrichtet. Das ehemalige Schulgebäude wurde 2000 von der Dorfgemeinschaft in Eigenleistung zum Dorfgemeinschaftshaus umgebaut.
Am 1. Januar 1970 wurde Kleinenmarpe mit dem Gesetz zur Neugliederung des Kreises Detmold in die Stadt Blomberg eingemeindet.